# حساسية المقايسة
حساسية المقايسة أو حساسية الفحص (بالإنجليزية: Assay sensitivity) هي إحدى خصائص التجارب السريرية التي يتم تعريفها على أنها قدرة التجربة على التمييز بين العلاج الفعال والتدخل الأقل فعالية أو غير الفعال. وبدون حساسية المقايسة، لا تكون التجربة صالحة داخليًا ولا تكون قادرة على مقارنة فعالية تدخلين.

## الأهمية
إن الافتقار إلى حساسية الفحص له آثار مختلفة على التجارب التي تهدف إلى إظهار فرق أكبر من الصفر بين التدخلات (تجارب التفوق) والتجارب التي تهدف إلى إظهار عدم الدونية. تحاول تجارب عدم الدونية استبعاد بعض هامش الدونية بين الاختبار والتدخل الضابط، أي استبعاد أن تدخل الاختبار ليس أسوأ من تدخل التحكم بمقدار مختار.
إذا كانت التجربة التي تهدف إلى إثبات الفعالية من خلال إظهار تفوق تدخل الاختبار على السيطرة تفتقر إلى حساسية الفحص، فسوف تفشل في إظهار أن تدخل الاختبار متفوق وسوف تفشل في الوصول إلى نتيجة الفعالية.
في المقابل، إذا كانت التجربة تهدف إلى إثبات الفعالية من خلال إظهار أن تدخل الاختبار ليس أقل شأنا من التحكم النشط الذي يفتقر إلى حساسية الفحص، فقد تجد التجربة أن التدخل غير الفعال غير أقل شأنا ويمكن أن يؤدي إلى استنتاج خاطئ للفعالية.
عندما يظهر أن لتدخلين في تجربة ما فعالية مختلفة (أي عندما يكون أحد التدخلين متفوقًا)، فإن هذه النتيجة نفسها توضح بشكل مباشر أن التجربة كانت لها حساسية مقايسة (بافتراض أن النتيجة لا تتعلق بخطأ عشوائي أو منهجي). في المقابل، فإن التجربة التي تثبت عدم الدونية بين تدخلين، أو تجربة التفوق غير الناجحة، لا تحتوي بشكل عام على مثل هذا الدليل المباشر على حساسية الفحص. ومع ذلك، فإن فكرة أن تجارب عدم الدونية تفتقر إلى حساسية الفحص كانت موضع خلاف.

## الاختلافات في الحساسية
قد تعتمد حساسية الفحص لتجربة عدم الدونية على هامش الدونية المختار الذي استبعدته التجربة، وتصميم تجربة عدم الدونية المخطط لها. لا يمكن أن يكون هامش الدونية المختار في تجربة عدم الدونية أكبر من حجم التأثير الأكبر الذي يوضحه تدخل التحكم بشكل موثوق وقابل للتكرار مقارنة بالعلاج الوهمي أو عدم العلاج في تجارب التفوق السابقة. على سبيل المثال، إذا كان هناك دليل موثوق وقابل للتكرار من تجارب التفوق السابقة بحجم تأثير يبلغ 10% لتدخل التحكم مقارنةً بالعلاج الوهمي، فإن تجربة غير الدونية مصممة بشكل مناسب مصممة لاستبعاد أن تدخل الاختبار قد يصل إلى 5 % أقل فعالية من عنصر التحكم سيكون له حساسية الفحص. من ناحية أخرى، مع هذه البيانات نفسها، فإن تجربة عدم الدونية المصممة لاستبعاد أن تدخل الاختبار قد يكون أقل فعالية بنسبة 15٪ من التحكم قد لا يكون لها حساسية للمقايسة، لأن هذه التجربة لن تضمن أن تدخل الاختبار مناسب. أي أكثر فعالية من العلاج الوهمي نظرًا لأن التأثير المستبعد أكبر من تأثير التحكم مقارنةً بالعلاج الوهمي. في بعض الأحيان يكون اختيار الهامش مشكلة في تجارب عدم الدونية. ونظرًا لرغبة الباحثين في اختيار هوامش أكبر لتقليل حجم العينة اللازمة لإجراء التجربة، يكون الهامش المختار أحيانًا أكبر من حجم تأثير التحكم مقارنة بالعلاج الوهمي. بالإضافة إلى ذلك، لا يمكن إجراء تجربة عدم الدونية الصحيحة في المواقف التي يوجد فيها نقص في البيانات التي توضح التأثير الموثوق والقابل للتكرار للتحكم مقارنةً بالعلاج الوهمي.
بالإضافة إلى اختيار الهامش بناءً على أدلة سابقة موثوقة، للحصول على حساسية الفحص، يجب تصميم تجربة عدم الدونية المخطط لها بطريقة مشابهة للتجارب السابقة التي أظهرت فعالية المراقبة مقارنة بالعلاج الوهمي، وهو ما يسمى " افتراض الثبات". بهذه الطريقة، تتمتع تجارب عدم الدونية بميزة مشتركة مع التجارب ذات الشواهد الخارجية (تاريخيًا). ويعني هذا أيضًا أن تجارب عدم الدونية تخضع لبعض التحيزات ذاتها التي تخضع لها التجارب ذات الشواهد التاريخية؛ أي أن تأثير الدواء في تجربة سابقة قد لا يكون هو نفسه في التجربة الحالية نظرًا للتغيرات في الممارسة الطبية، والاختلافات في تعريفات المرض أو التغيرات في التاريخ الطبيعي للمرض، والاختلافات في توقيت النتائج وتعريفاتها، واستخدام الأدوية. الأدوية المصاحبة، الخ.
إن اكتشاف "الفرق" أو "عدم وجود فرق" بين تدخلين لا يعد دليلاً مباشرًا على الصلاحية الداخلية للتجربة ما لم تؤكد مراقبة داخلية أخرى أن طرق الدراسة لديها القدرة على إظهار الفرق، إن وجد، على المدى ذات أهمية (أي أن التجربة تحتوي على مجموعة ثالثة تتلقى العلاج الوهمي). نظرًا لأن معظم التجارب السريرية لا تحتوي على عنصر تحكم "سلبي" داخلي (أي مجموعة علاج وهمي) للتحقق من صحة التجربة داخليًا، فإن البيانات المستخدمة لتقييم صلاحية التجربة تأتي من تجارب سابقة خارجة عن التجربة الحالية.

## أنظر أيضًا
- الحساسية والنوعية
- انحياز الطيف